# Jan Saunders
Jan Saunders (* im 20. Jahrhundert) ist ein US-amerikanischer Filmproduzent und Filmschaffender, der 1983 für und mit dem von ihm produzierten Kurzfilm Split Cherry Tree für einen Oscar nominiert war.

## Biografie
Saunders, über dessen Werdegang nichts weiter bekannt ist, produzierte 1976 das Filmdrama Not a Pretty Picture, bei dem Martha Coolidge Regie führte. Der Film thematisiert in autobiografischer Form, was die Vergewaltigung einer Sechzehnjährigen für Folgen für das Mädchen selbst und für die Beteiligten nach sich zieht. Zwei Jahre später produzierte Saunders das Erstlingswerk Girlfriends, eine Komödie über eine junge Fotografin, die nach der Heirat ihrer langjährigen Freundin den ihr vertrauten Halt vermisst und einen Weg finden muss mit sich selbst und ihrer Umwelt zurechtzukommen.
Für den 1982 von Saunders produzierten Kurzfilm Split Cherry Tree erhielt er eine Oscarnominierung. Der unter der Regie von Andrej Konchalovsky entstandene Film zeigt, wie ein Vater, der der Schulbildung seines Sohnes skeptisch gegenübersteht, zum Gegenteil bekehrt wird und seine Vorbehalte verliert. Der Oscar ging jedoch an Christine Oestreicher und die britische Kurzfilm-Komödie A Shocking Accident, die vom Trauma eines kleinen Jungen handelt, dessen Vater unter bizarren Umständen ums Leben gekommen ist. 
Vierunddreißig Folgen der Serie Geschichten aus der Schattenwelt produzierte Saunders im Zeitraum 1985 bis 1988. Die Horror-Anthologie-Serie führt den Betrachter durch Geistergeschichten, Science-Fiction-Abenteuer und gruselige, ungeklärte Ereignisse. An diese Serie schlossen sich 41 Folgen für die dramatische Fantasyserie Monsters an, die von Saunders produziert wurden. Auch hierbei handelt es sich um eine Horror-Anthologieserie, in der eine Familie von Monstern sich jede Woche eine andere Horrorgeschichte im Fernsehen anschaut. Die Folgen, die immer mal wieder vor tödlichen Kreaturen warnen, sind gelegentlich durchzogen mit dunklem Humor und Ironie.

## Filmografie (Auswahl)
– als Produzent, wenn nicht anders angegeben –
- 1976: Not a Pretty Picture
- 1978: Girlfriends (auch Produktionsmanager)
- 1982: Split Cherry Tree
- 1983: Drei Frauen in New York (Enormous Changes at the Last Minute)
- 1985–1988: Geschichten aus der Schattenwelt (Tales from the Darkside; Fernsehserie, 34 Folgen)
- 1986: Book of Evil II
- 1988–1991: Monsters (Fernsehserie, 41 Folgen)
- 1994: George Romero’s Golden Tales 3
- 1995: Closer to Home
- 1996: Book of Evil

## Auszeichnung
- Oscarverleihung 1983: Oscarnominierung für und mit dem Kurzfilm Split Cherry Tree in der Kategorie „Bester Kurzfilm“